# Louis-Joseph Soulas

Ansicht von Paris; Kupferstich

Louis-Joseph Soulas (* 1. September 1905 in Orléans; † 26. März 1954 in Paris) war ein französischer Maler, Grafiker und Illustrator.

## Biografie
Louis-Joseph Soulas wurde in eine Bauernfamilie in der Region Beauce geboren. Er besuchte ab dem Alter von zwölf Jahren die Zeichenschule der Gobelin-Manufaktur in Paris. Im Jahr 1919 trat er in die École Estienne ein, um bei Léon Jouenne (1873–1961) und Robert Bonfils (1886–1972) die Holzschneidekunst zu erlernen. 1921 setzte er seine Ausbildung bei Henry de Waroquier (1881–1970) und Mathurin Méheut fort. Als er 1923 gemeinsam mit seinem Lehrer Mathurin Méheut den Thriller Le Gardien du feu des bretonischen Autors Anatole Le Braz illustrierte, war dies der Beginn seiner Karriere.
Nachdem er 1925 während seines Militärdienstes den Maler und Grafiker André Jacquemin (1904–1992) kennengelernt hatte, wechselte er allmählich zum Kupferstich. 1928 gründete er mit elf anderen Grafikern (darunter Yves Alix, Amédée de La Patellière und Robert Lotiron) die Organisation La Jeune Gravure contemporaine und wurde Mitglied der Société des peintres-graveurs français, des Salon d’automne, der Société nationale und des Salon des Indépendants. 1932 erhielt er vom Conseil supérieur des beaux-arts pour la gravure ein nationales Reisestipendium.
Im Mai 1933 heiratete er Simone Domergues, mit der er sechs Kinder hatte, welche zwischen 1934 und 1948 geboren wurden. Ab 1934 waren seine Werke bereits in mehreren Museen in Frankreich (u. a. in der Chalkographie des Louvre in Paris), sowie weltweit in zahlreichen weiteren Städten (u. a. Luxemburg, Boston, Honolulu, Philadelphia, San Francisco, London, Helsinki) zu sehen.
Kurz vor Kriegsbeginn wurde er von Jean Zay zum Direktor der École des Beaux-Arts d’Orléans ernannt. Nach seiner Mobilisierung geriet er in Kriegsgefangenschaft und wurde in einem Lager in Pommern interniert. Nach seiner Rückkehr (1941) stellte er seine Erinnerungen an die Zeit als Gefangener aus und fertigte Stiche des zerstörten Orléans an.
Er war international bekannt und wurde von Kritikern als einer der besten Stecher seiner Generation angesehen. Sein Werk besteht aus Buchillustrationen für etwa 30 Werke und fast 500 grafischen Blättern, in denen er seine Heimat, die Beauce, verehrt.
Er verstarb am 26. März 1954 im Alter von 48 Jahren an einem Herzinfarkt am Gare d’Austerlitz. Er wurde in Coinces im Département Loiret beigesetzt.

## Werke (Auswahl)

### Zeichnungen und grafische Arbeiten
- Entrée du village, Holzschnitt, (ca. 1940) Musée national des Beaux-Arts du Québec, (Exemplar 16/60)[1]
- Paris, la Seine, Grafik Centre Georges-Pompidou
- Le château de Langeais, Zeichnung, (1934) Centre Georges-Pompidou
- Paysage de Sologne, Gouache, (1932) Centre Georges-Pompidou
- Portrait de Max Jacob, Holzschnitt, (1928) Musée des Beaux-Arts d’Orléans[2]
- Etang de Brosses, Vierfarbholzschnitt, (1928) Musée de la Marine de Loire[3]

### Gemälde
- Bord du Loiret à Olivet, Öl auf Leinwand, 1953
- Marché à Patay, Öl auf Leinwand
- Orléans bombardé, Öl auf Leinwand, 1942

### Buchillustrationen
- Maurice Genevoix: Rémi des Rauches. Éditions Garnier-Flammarion, 1922.
- Anatole Le Braz: Le Gardien du feu. In Zusammenarbeit mit Mathurin Méheut. 1923.
- Alphonse de Châteaubriant: La Brière. Éditions Grasset, 1923.
- Eugène Le Roy: Jacquou le Croquant. Édition de A. et G. Mornay, 1925.
- Eugène Le Roy: Le Moulin du Frau. Mornay, Paris 1927.
- Maurice Genevoix: Raboliot. Pierre Fenis Éditeur - Paris 1928.
- Maurice Genevoix: Les Mains vides. Bernard Grasset éd. Paris 1928.
- Eugène Fromentin: Dominique. Librairie Delagrave, Paris 1929.
- Roger Secrétain: Saint-Jean du ciel. Éd. La Cartaudière, Saint-Pryvé Saint-Mesmin 1943.

### Schriften
- Ceux de la Terre. Vom Autor und dem Buchhändler Caffin in Paris 1928 mit 25 Aquatinta-Illustrationen, Porträts von Bauern der Beauce, im Quart-Format in 140 gezählten Exemplaren herausgegeben.
- Domme en Périgordv Vom Autor 1929, mit einem Vorwort des Archivars und Paläographen Géraud Lavergne (1884–1965), versehen mit 14 Kupferstichen in 50 Exemplaren und 10 Weiteren außerhalb des Handels herausgegeben.
- La Gerbe noire. Text (Gedichte) und Illustrationen (1 Holzschnitt-Titelblatt und 14 Stiche im Text) von Louis-Joseph Soulas. 1935 in Paris im Quart-Format in 85 gezählten und 15 Weiteren außerhalb des Handels herausgegeben.
- Quinze gravures des ruines d'Orléans. Sammelband im Folio-Format aus dem Jahr 1947, mit 15 Stichen und einem Holzschnitt auf dem Titelblatt. In 30 gezählten und mehreren weiteren Exemplaren außerhalb des Handels herausgegeben.
- Les Bêtes de la nuit. Fantasmagorische Erzählungen, vom Autor 1951 mit 21 Holzschnitten im Oktavformat in 150 gezählten und 20 Exemplaren außerhalb des Handels herausgegeben.

## Kritische Rezeption
Jack Chargelègue:
Que dire de Louis-Joseph Soulas poète, sinon qu'il possédait un indéniable don verbal? Si pour s'exprimer, il n'avait disposé que de mots, L.-J. Soulas aurait pu mériter la réputation d'un poète mineur, comme en témoignent les textes de «La Gerbe Noire», ceux aussi des «Les Bêtes de la Nuit» qui leur sont contemporains. Ce sont, pour l'un et pour l'autre, des récits très élaborés, portés par un extrême polissage, à un point tel de perfection qu'ils apparaissent comme des chefs-d'oeuvre de simplicité. Ils sont nés, quoique conçus dans des tonalités différentes, d'une même inspiration : ce sont toujours les souvenirs d'enfance, l'amour du paysage et les mœurs beauceronnes qui en nourrissent la substance.
(„Was kann man über den Dichter Louis-Joseph Soulas anderes sagen, als dass er eine unbestreitbare verbale Begabung besaß? Wenn er sich nur mit Worten ausgedrückt hätte, hätte L.-J. Soulas den Ruf eines unmündigen Dichters verdient, wie die Texte in «La Gerbe Noire» und die zeitgleichen Texte in «Les Bêtes de la Nuit» belegen. Bei beiden handelt es sich um sehr ausgefeilte Erzählungen, die durch extremes Aufpolieren zu einer solchen Perfektion gebracht wurden, dass sie wie Meisterwerke der Einfachheit erscheinen. Sie sind zwar in unterschiedlichen Tonarten gehalten, entspringen aber der gleichen Inspiration: Es sind immer Kindheitserinnerungen, die Liebe zur Landschaft und die Sitten der Beauceron, die ihre Substanz nähren.“)

## Preise, Auszeichnungen, Orden

### Preise
- 1933: Großer Preis des Außenministeriums
- 1934: Großer Preis für Grafik auf der internationalen Ausstellung in Warschau
- 1938: Preis der jungen Grafik

### Auszeichnungen
- 1938: Repräsentant der französischen Grafik auf der Biennale von Venedig
- 1946, 1948 und 1952: Jurymitglied bei der Verleihung des Prix de Rome im Fach Grafik

### Orden
- 1950: Ritterkreuz der Ehrenlegion, empfangen von Maurice Genevoix

## Öffentliche Würdigungen
- Die Stadtverwaltung von Orléans hat eine Straße in der Stadt nach ihm benannt.
- Die Stadtverwaltung von Saint-Jean-de-Braye hat eine Straße in der Stadt nach ihm benannt.
- Das Collège in Bazoches-les-Gallerandes trägt seinen Namen.

## Ausstellungen
- Weltausstellung in Paris 1937: vertreten mit dem Werk Paris, la Seine
- Souvenirs de captivité, gravures, Galerie Guiot, Paris, 23. Oktober bis 7. November 1942
- Louis-Joseph Soulas, Galerie d'Honneur de l’École Supérieure Estienne des Arts et Industries Graphiques, Paris, 4. bis 28. September 2007
- Louis-Joseph Soulas et la Loire, Musée de la marine de Loire in Châteauneuf-sur-Loire, 23. Oktober 2009 bis 31. Januar 2010
- Orléans bombardé, Musée des Beaux-Arts d’Orléans, 30. März bis 6. Juni 2010
- Louis-Joseph Soulas, terre gravée, Maison de la Beauce in Orgères-en-Beauce, 3. September bis 13. November 2011
- Louis-Joseph Soulas, Espace culturel in Gien, 5. bis 21. Oktober 2018
- Louis-Joseph Soulas, Ausstellung im Salle municipale von Coinces am 12. und 13. September 2015